# Mogilany (gemeente)
De gemeente Mogilany is een landgemeente in het Poolse woiwodschap Klein-Polen, in powiat Krakowski.
De zetel van de gemeente is in Mogilany.
Op 30 juni 2004 telde de gemeente 10 815 inwoners.

## Oppervlakte gegevens
In 2002 bedroeg de totale oppervlakte van gemeente Mogilany 43,55 km², waarvan:
- agrarisch gebied: 72%
- bossen: 14%

De gemeente beslaat 3,54% van de totale oppervlakte van de powiat.

## Demografie
Stand op 30 juni 2004:
| Omschrijving                   | Totaal | Totaal | Vrouwen | Vrouwen | Mannen | Mannen |
| ------------------------------ | ------ | ------ | ------- | ------- | ------ | ------ |
| eenheid                        | aantal | %      | aantal  | %       | aantal | %      |
| inwoners                       | 10 815 | 100    | 5525    | 51,1    | 5290   | 48,9   |
| bevolkingsdichtheid (inw./km²) | 248,3  | 248,3  | 126,9   | 126,9   | 121,5  | 121,5  |

- In 2002 bedroeg het gemiddelde inkomen per inwoner 1412,95 zł.

## Plaatsen
- Brzyczyna
- Buków
- Chorowice
- Kulerzów
- Konary
- Libertów
- Lusina
- Gaj
- Mogilany
- Włosań

## Aangrenzende gemeenten
Kraków, Myślenice, Siepraw, Skawina, Świątniki Górne